# Haemagogus baresi
Haemagogus baresi är en tvåvingeart som beskrevs av Nelson Leander Cerqueira 1960. Haemagogus baresi ingår i släktet Haemagogus och familjen stickmyggor. Inga underarter finns listade i Catalogue of Life.